# 속사정
《속사정》은 대한민국의 TV조선의 예능 프로그램으로 2012년 10월 23일부터 2013년 7월 9일까지 방영되었다. 진행자는 김성주이다.
누구나 다 아는 것부터 특정한 목적을 위해 조작된 것까지 검증되지 않았지만 삶과 밀접한 속설의 모든 것을 파헤치며 그 가치를 평가하는 프로그램이다.

## 방송 시간
- 2012년 10월 23일~2013년 7월 9일: 매주 화요일 오후 11시 10분~오전 12시 20분